# بيير لويس ليونز
بيير لويس ليونز  (بالفرنسية: Pierre-Louis Lions)‏ هو عالم رياضيات فرنسي ولد في 11 أغسطس 1956

 في وحدات كمية الورق، الألب البحرية (إقليم فرنسي)، فرنسا ، اشتهر بعمله على معادلة تفاضلية جزئية حائز على جائزة وسام فيلدز.

## وصلات خارجية
- الموقع الرسمي لجائزة وسام فيلدز